# Tchaodé
Tchaodé (ou Tchaode, Tcheodé, Tchoodé, Tchoode) est une localité du Cameroun située dans le département du Mayo-Kani et la Région de l'Extrême-Nord, à proximité de la frontière avec le Tchad. Elle fait partie de la commune de Kaélé et du canton de Midjivin.

## Population
En 1970, la localité comptait 499 habitants, principalement Moundang. Lors du recensement de 2005, 492 personnes y ont été dénombrées.